# رایان لین
رایان لین (به انگلیسی: Ryan Lane) (زاده ۲۳ نوامبر ۱۹۸۷) بازیگر آمریکایی است.
از فیلم‌های معروف او می‌توان به بازی در فیلم ورونیکا مارس اشاره کرد.